# Nedra Talley
Nedra Talley (New York, 27 gennaio 1946) è una cantante statunitense.
Nel 1957 si unì alle sue cugine Estelle Bennet e Ronnie Bennet per formare un gruppo pop, che in seguito divenne noto come The Ronettes.
Al 2025, Nedra è l’ultima sopravvissuta del gruppo.

## Biografia
Nel 1967, Nedra e sua cugina Estelle Bennett lasciarono le Ronettes, un decennio dopo la formazione del gruppo.
La causa dello scioglimento fu l’eccessiva interferenza del produttore del gruppo Phil Spector. Il produttore in seguito sposò Ronnie, rivelandosi però un marito violento e quindi divorziando da lei nel 1974.

## Vita privata
Talley ha detto che quando ha incontrato Scott Ross, il suo futuro marito, è diventata una devota cristiana. Talley, infatti, rivelò successivamente che decise di lasciare le Ronettes perché sentiva che c'era poco spazio per la musica di ispirazione cristiana.
Vive a Virginia Beach.

## Discografia

### Studio
- Presenting the Fabulous Ronettes